# Елловей (переписна місцевість, Нью-Джерсі)
Елловей (англ. Alloway) — переписна місцевість (CDP) в США, в окрузі Салем штату Нью-Джерсі. Населення — 1296 осіб (2020).

## Географія
Елловей розташований за координатами 39°33′42″ пн. ш. 75°20′57″ зх. д. / 39.56167° пн. ш. 75.34917° зх. д. (39.561534, -75.349280).  За даними Бюро перепису населення США в 2010 році переписна місцевість мала площу 18,45 км², з яких 17,79 км² — суходіл та 0,66 км² — водойми.

## Демографія
Згідно з переписом 2010 року, у переписній місцевості мешкали 1402 особи в 488 домогосподарствах у складі 373 родин. Густота населення становила 76 осіб/км².  Було 533 помешкання (29/км²).
Расовий склад населення:
| - 94,2 % — білих - 2,7 % — чорних або афроамериканців - 0,7 % — азіатів - 0,4 % — корінних американців |

До двох чи більше рас належало 1,4 %. Частка іспаномовних становила 1,0 % від усіх жителів.
За віковим діапазоном населення розподілялося таким чином: 25,6 % — особи молодші 18 років, 61,4 % — особи у віці 18—64 років, 13,0 % — особи у віці 65 років та старші. Медіана віку мешканця становила 40,6 року. На 100 осіб жіночої статі у переписній місцевості припадало 102,9 чоловіків;  на 100 жінок у віці від 18 років та старших — 98,3 чоловіків також старших 18 років.
Середній дохід на одне домашнє господарство  становив 90 519 доларів США (медіана — 82 917), а середній дохід на одну сім'ю — 101 810 доларів (медіана — 107 663). За межею бідності перебувало 3,1 % осіб, у тому числі 0,0 % дітей у віці до 18 років та 18,7 % осіб у віці 65 років та старших.
Цивільне працевлаштоване населення становило 752 особи. Основні галузі зайнятості: освіта, охорона здоров'я та соціальна допомога — 23,3 %, транспорт — 14,0 %, виробництво — 13,4 %.